# 다나이 구리라
다나이 구리라(Danai Gurira, 1978년 2월 14일 ~ )는 미국의 배우이자 극작가이다. AMC 호러 드라마 시리즈 《워킹 데드》(2012–2019)의 미숀 역할과 마블 시네마틱 유니버스 수퍼히어로 영화 《블랙 팬서》 (2018), 《어벤져스: 인피니티 워》(2018), 《어벤져스: 엔드게임》(2019)의 오코예 역할로 널리 알려졌다.
브로드웨이 연극 《Eclipsed》의 극작가로 토니상 연극 부문 수상 후보에 오르기도 했다.

## 유년기와 교육
아이오와 그리넬에서 대학교 도서관 사서인 조세핀 구리라와 그리넬 칼리지 화학 강사인 로저 구리라 사이에서 태어났다. 그녀의 부모는 1964년 기준으로는 짐바브웨가 된 남로디지아에서 미국으로 이주했다. 네 명의 자녀 중 막내로 두 명의 언니와 오빠가 있다. 1983년 12월까지 그리넬에서 살다가 다섯살이 되던 해에 가족과 함께 랭커스터 평화협정 이후 짐바브웨의 수도 하라레로 이주했다.
짐바브웨에서 (영어) 도미니칸 컨벤트 고등학교를 졸업한 후 미국으로 돌아와 세인트폴에 위치한 매캘러스터 칼리지에서 심리학을 전공했다. 뉴욕 대학교 티시 예술대학에서 연기로 석사 학위를 받았다.

## 출연 작품

### 영화
| 연도 | 작품                        | 역할                       | 비고        |
| ---- | --------------------------- | -------------------------- | ----------- |
| 2007 | 비지터                      | 자이납                     |             |
| 2008 | 고스트 타운                 | 유령                       |             |
| 2010 | 3 Backyards                 | 푸른 드레스를 입은 여자    |             |
| 2010 | 마이 소울 투 테이크         | 장-밥티스트                |             |
| 2011 | 레스트리스 시티             | 시시                       |             |
| 2013 | 마더 오브 조지              | 애드니크 올루마이드 밸로전 |             |
| 2015 | 팅커벨 6: 네버비스트의 전설 | 퓨리 (목소리)              |             |
| 2017 | 올 아이즈 온 미             | 아페니 샤커                | [ 8 ] [ 9 ] |
| 2018 | 블랙 팬서                   | 오코예                     |             |
| 2018 | 어벤져스: 인피니티 워       | 오코예                     |             |
| 2019 | 어벤져스: 엔드게임          | 오코예                     |             |
| 2022 | 블랙 팬서: 와칸다 포에버    | 오코예                     |             |

### 텔레비전
| 연도      | 작품                  | 역할               | 비고                                                                   |
| --------- | --------------------- | ------------------ | ---------------------------------------------------------------------- |
| 2004      | 뉴욕 특수수사대       | 마레이 로사 럼비찰 | 에피소드: "Inert Dwarf"                                                |
| 2009      | (영어) 라이프 온 마스 | 앤절라             | 에피소드: "The Simple Secret of the Note in Us All"                    |
| 2009      | 로앤오더              | 코트니 오웬스      | 에피소드: "Fed"                                                        |
| 2010      | American Experience   | 사라 스튜워드      | 에피소드: "Dolley Madison"                                             |
| 2010      | 라이 투 미            | 미셸 루소          | 에피소드: "Exposed"                                                    |
| 2010–2011 | 트레메                | 질                 | 주변 인물 (시즌 1–2) 6회                                               |
| 2012–     | 워킹 데드             | 미숀               | 주요 인물 (시즌 3–10) 85회                                             |
| 2017      | 로봇 치킨             | 미숀 (목소리)      | 에피소드: "The Robot Chicken Walking Dead Special: Look Who’s Walking" |

## 수상과 후보
| 연도 | 상                                     | 부문                            | 작품                  | 결과 | 출처   |
| ---- | -------------------------------------- | ------------------------------- | --------------------- | ---- | ------ |
| 2006 | 오비상                                 | 특별 언급                       | In the Continuum      | 수상 | [ 10 ] |
| 2006 | Outer Critics Circle Awards            | 오프브로드웨이 연극 작품상      | In the Continuum      | 후보 | [ 11 ] |
| 2006 | Outer Critics Circle Awards            | 존 가스너 극본상                | In the Continuum      | 수상 | [ 11 ] |
| 2007 | Helen Hayes Awards                     | 외국인 여우주연상               | In the Continuum      | 수상 | [ 12 ] |
| 2008 | 고섬 어워드                            | 앙상블 캐스트상                 | 비지터                | 후보 | [ 13 ] |
| 2008 | 보스턴 영화 비평가 협회                | 캐스트상                        | 비지터                | 후보 |        |
| 2008 | Method Fest                            | 여우조연상                      | 비지터                | 수상 | [ 14 ] |
| 2012 | 새틀라이트상                           | 텔레비전 시리즈 캐스트상        | 워킹 데드             | 수상 | [ 15 ] |
| 2012 | Whiting Awards                         | 드라마 각본상                   | The Convert           | 수상 | [ 16 ] |
| 2013 | Los Angeles Drama Critics Circle Award | 각본상                          | The Convert           | 후보 | [ 17 ] |
| 2013 | Eyegore Awards                         | 앙상블 연기상                   | 워킹 데드             | 수상 | [ 18 ] |
| 2013 | Chlotrudis Awards                      | 연기상                          | (영어) 마더 오브 조지 | 후보 | [ 19 ] |
| 2014 | 블랙 릴 어워드                         | 여우주연상                      | (영어) 마더 오브 조지 | 수상 | [ 20 ] |
| 2014 | 블랙 릴 어워드                         | 신인여우상                      | (영어) 마더 오브 조지 | 후보 | [ 21 ] |
| 2014 | 미국 흑인 영화제 헐리우드 어워드       | 여우주연상                      | (영어) 마더 오브 조지 | 후보 | [ 22 ] |
| 2016 | NAACP Image Award                      |                                 | 워킹 데드             | 후보 | [ 23 ] |
| 2016 | 새턴상                                 | 텔레비전 여우조연상             | 워킹 데드             | 수상 | [ 24 ] |
| 2016 | 토니상                                 |                                 | Eclipsed              | 후보 | [ 25 ] |
| 2016 | Lilly Awards                           | 극본상                          | Eclipsed              | 수상 | [ 26 ] |
| 2016 | 드라마 데스크상                        | 특별상                          | Eclipsed              | 수상 | [ 27 ] |
| 2016 | Lucille Lortel Awards                  | 연극 작품상                     | Eclipsed              | 후보 | [ 28 ] |
| 2016 | TCG 갈라                               | 수상자                          | Eclipsed              | 수상 | [ 29 ] |
| 2016 | ImageNation Revolution Awards          | 예술상                          | Eclipsed              | 수상 | [ 30 ] |
| 2016 | Outer Critics Circle Awards            | 오프브로드웨이 신작 연극 작품상 | Familiar              | 후보 |        |
| 2016 | Black Girls Rock! Awards               | Star Power Celebrant            | 본인                  | 수상 | [ 31 ] |
| 2017 | 새턴상                                 | 텔레비전 시리즈 여우조연상      | 워킹 데드             | 후보 | [ 32 ] |
| 2018 | 새턴상                                 | 여우조연상                      | 블랙 팬서             | 수상 | [ 33 ] |
| 2018 | 새턴상                                 | 텔레비전 시리즈 여우조연상      | 워킹 데드             | 후보 | [ 33 ] |
| 2018 | MTV 무비 & TV 어워드                   | 최고의 스크린 듀오상            | 블랙 팬서             | 후보 |        |
| 2018 | MTV 무비 & TV 어워드                   | 최고의 격투상                   | 어벤져스: 인피니티 워 | 후보 |        |
| 2018 | 피플스 초이스상                        | 액션 무비 스타상                | 블랙 팬서             | 수상 |        |
| 2019 | 블랙 릴 어워드                         | 여우조연상                      | 블랙 팬서             | 후보 | [ 34 ] |
| 2019 | 미국 배우 조합상                       | 영화 앙상블 연기상              | 블랙 팬서             | 수상 | [ 35 ] |
| 2019 | 새턴상                                 | 텔레비전 시리즈 여우조연상      | 워킹 데드             | 수상 | [ 36 ] |